# Need for Speed: Underground
Need for Speed: Underground (també conegut com a NFSU o Need for Speed Underground J-Tune al Japó) és un videojoc de curses, desenvolupat i publicat per Electronic Arts el 2003. Aquest joc, només és un títol de la saga de videojocs Need for Speed. El NFSU ha estat creat per EA Black Box studios, ubicat a Vancouver, BC. Es van produir tres versions diferents del joc: una per a consoles i Microsoft Windows, i una altra per a Game Boy Advance. Una versió arcade també va ser desenvolupada per Global VR, i va ser publicada per Konami amb l'ajuda d'Electronic Arts.
Underground va reiniciar la franquícia, ignorant els jocs anteriors de Need for Speed que presentaven cotxes esportius i exòtics. Va ser el primer joc de la sèrie a oferir un mode de carrera que inclou una història completa i un mode de garatge que permetia als jugadors personalitzar completament els seus cotxes amb una gran varietat de rendiments de marca i actualitzacions visuals. Totes les curses tenen lloc a la fictícia ciutat d'Olympic City. En lloc de cotxes exòtics, Underground presentava vehicles associats a l'tuning.
Underground va tenir èxit crític i comercial, i va ser seguit per Need for Speed: Underground 2 el 2004.

## Trama
El jugador comença el joc en un circuit de curses ambientat a Olympic City, conduint un Honda/Acura Integra Type R blanc que llueix un conjunt únic de vinils i un ampli bodykit. Els oponents guanyen dominantment la cursa; només per ser despertat d'un somni per una dona anomenada Samantha.
Samantha és la persona de contacte del jugador a Olympic City, que el recorre per la cultura d'importació i les curses de carrer il·legals que hi ha. Ella ajuda el jugador a comprar el seu primer cotxe, tot i que després es burla de les eleccions del jugador independentment de la seva preferència, dient "ai, això és inútil, amic meu". Ella posa en marxa el jugador presentant-los als corredors de carrer locals com ara José (que ofereix esdeveniments de circuit), Klutch (que ofereix curses d'acceleració) i Dirt (que ofereix curses de drift). A la cursa núm. 7, ella el presenta a T.J., un mecànic que el recompensa amb nombroses millores de rendiment i peces, sempre que guanyi els seus reptes contrarellotge. Samantha també emet proves de temps al jugador, les seves recompenses són modificacions visuals úniques.
Finalment, el jugador crida l'atenció de The Eastsiders, després de fer córrer els seus membres Chad, Kurt i Todd per pujar a les taules de classificació de carreres. Eddie, el líder de la colla i la seva xicota Melissa coneixen el jugador. L'Eddie és el millor corredor clandestí actual d'Olympic City; no impressionat pel jugador, els insulta per les seves habilitats de carrera, arribant a exigir que "agafin un taxi a casa perquè pugui arribar més ràpid" mentre llencen diners al davant, i senyalització per a un taxi per recollir el jugador en un esdeveniment.
Amb el temps, el jugador desenvolupa massa reputació i bombo per ser ignorat per Eddie, que els desafia a competir amb Samantha per continuar ascendint a les taules de classificació. S'enfada amb l'acceptació del jugador i perd després de completar el motor del seu Honda Civic Si durant la carrera. El seu cotxe és agafat per T.J. per ell mateix després. Profundament entristida per la voluntat del jugador de competir amb ella i la pèrdua del seu cotxe a T.J., Samantha s'allunya del jugador, però ell segueix rebent ofertes de cursa tanmateix.
Fins al final del joc, el jugador s'enfronta i derrota a Chad, Kurt, Todd i Dirt pel rang número 1 dels seus respectius taulers, després s'enfronta a T.J al Civic vandalitzat de Samantha en una cursa rosada. Recupera el cotxe i el torna a Samantha, reactivant la seva amistat. Samantha recompensa el jugador amb una opció única de bodykit.
Llavors Eddie repta el jugador a una cursa de velocitat i perd; abans que la banda del jugador pugui celebrar-ho, un corredor no identificat amb un Nissan 350Z gris desafia el jugador a una carrera final de circuit de 6 voltes. El jugador accepta el seu repte i guanya, consolidant la seva condició de millor corredor underground d'Olympic City. Quan la banda del jugador celebra la seva victòria, es revela que el conductor del 350Z és Melissa.

## Jugabilitat

Una cursa en circuit amb un Honda Civic Si Coupe, versió de PC.

El Circuit és una cursa estàndard que consisteix a córrer amb un màxim de tres cotxes al voltant d'una pista de bucle durant dues o més voltes. És el mode principal del joc.
El Knockout Mode (Mode eliminatòria) és similar als títols anteriors de Need for Speed. Es juga a les pistes del circuit, i consisteix a "eliminar" l'últim corredor que passa la línia de meta a cada volta fins que quedi el líder final de la cursa i guanyi la cursa. A Underground, les sessions Knockout tenen un màxim de tres voltes per a quatre corredors.
El mode Sprint és una variació del mode Circuit, on els concursants corren en una pista de punt a punt en lloc de pistes de bucle. Aquestes curses solen ser més curtes que els "circuits" (amb un màxim de 8 km de longitud), de manera que els jugadors han de ser més prudents amb qualsevol error durant la cursa, com ara xocar contra barreres o vehicles.
Drifting és l'aspecte més desafiant i tècnic del joc. El mode de Drift consisteix en un jugador en una pista de bucle curt, on l'objectiu és recollir tants punts com sigui possible passant per la pista. El jugador competeix amb altres tres concursants, que semblen acumular puntuacions juntament amb el jugador durant la sessió de Drift. El jugador hauria de superar aquestes puntuacions per obtenir les primeres posicions.
Les bonificacions s'atorguen als jugadors que van a la deriva a les vores exteriors de la pista, a la deriva vertical o a la deriva encadenada (el Drift contínua dirigint constantment el vehicle durant els desplaçaments per mantenir la velocitat); si el jugador aconsegueix acabar amb un Drift sense col·lisions als costats de la pista, els punts acumulats s'afegeixen a la puntuació, en cas contrari, els punts acumulats s'anul·len.
El mode de Drift és l'únic tipus de cursa on el temps trigat per completar la pista no importa, ja que els jugadors tenen la llibertat de completar el nombre de voltes assignat al seu propi ritme, per tant no hi ha òxid nitrós en aquest mode.
Drag (curses d'acceleració) és la segona forma de cursa més tècnica del joc. Implica córrer contra un o tres cotxes en pistes normalment rectes i intentar obtenir les primeres posicions per guanyar. Per dominar el mode d'arrossegament, els jugadors han d'emprar un bon moment i reflexos per al canvi de marxes, la línia vermella, els avançaments i l'ús d'òxid nitrós. Com que els jugadors han d'utilitzar la transmissió manual, les curses d'arrossegament posen especial èmfasi en el seguiment del tacòmetre i la temperatura del motor durant les curses, que s'amplia i es mostra a la part esquerra de la pantalla. La direcció en aquest mode es simplifica per permetre simplement els canvis de carril, mentre que l'ordinador gestiona la direcció pels carrils i el jugador se centra més en mantenir una velocitat òptima per al cotxe.
Dues condicions provocaran la pèrdua de jugadors durant una cursa d'arrossegament: col·lisions frontals amb un oponent, barreres, cotxes de trànsit o divisors (s'han "totalitzat"); o motors trencats com a resultat d'un perllongament de la línia vermella i el consegüent sobreescalfament del motor.

### Personalització del cotxe
Al menú de personalització del cotxe, els cotxes es poden modificar amb millores de rendiment i millores visuals, com ara colors de pintura, vinils, neó underglow, para-xocs davanters i posteriors personalitzats, faldilles laterals personalitzades, alerons, capós personalitzats, tubs d'escapament, paletes de sostre, pneumàtics personalitzats i adhesius i bodykits.
Els jugadors poden aplicar millores de rendiment als seus vehicles. El jugador pot actualitzar el motor del seu cotxe, la transmissió, la suspensió, els pneumàtics, la unitat de control del motor (ECU), així com afegir òxid nitrós, turbocompressors i reduir el pes del cotxe (en forma de "paquets de reducció de pes"). Les millores de rendiment s'obtenen completant determinades curses en el mode història.

### Vehicles
Underground compta amb un total de 20 cotxes amb llicència completa. A diferència d'entregues anteriors que presentaven cotxes predominantment exòtics, els cotxes de Underground són exclusivament cotxes personaltizables. Underground també destaca per ser el primer joc de la sèrie Need for Speed que ofereix un cotxe de fabricació coreana, el Hyundai Tiburon, com a vehicle jugable.

### Punts d'estil
El primer sistema introduït a Underground va ser el sistema Style Points (punts d'esti), fortament influenciat pel sistema "The Kudos" a Metropolis Street Racer i Project Gotham Racing. Els punts d'estil es recompensen al jugador per realitzar acrobàcies i ser competitiu en esdeveniments de cursa. Els punts d'estil es poden multiplicar pel modificador d'estil, que es pot augmentar modificant visualment el cotxe del jugador. Com més "enganyat" sigui el disseny del cotxe del jugador, més gran es multiplica la seva puntuació. Els punts d'estil s'aconsegueixen dibuixant, desplaçant-se, agafant dreceres, evitant de prop el trànsit i evitant les parets. Els punts d'estil desbloquegen progressivament millores visuals per al cotxe del jugador, així com els cotxes personalitzats que poden conduir.

## Banda sonora
La banda sonora del joc conté 26 cançons amb llicència, que van des de rap, hip hop, rock, EDM i D&B, cantat per artistes com Nate Dogg, T.I., així com Lil Jon & The Eastside Boyz (que són més coneguts per cantar el tema principal del joc, Get Low), Petey Pablo, Static-X, Rob Zombie, Lostprophets, The Crystal Method, Junkie XL, Andy Hunter, Asian Dub Foundation i BT (més conegut per produir la cançó d'obertura del joc, "Kimosabe"). El menú principal reprodueix principalment música hip hop, mentre que les seqüències de la cursa reprodueixen majoritàriament música electrònica, metal i tecno i disco, tot i que també és opcional que el jugador integri la música del menú principal a les seqüències de la cursa o la música de la cursa al menú principal.

## Desenvolupament
Need for Speed: Underground es va anunciar per primera vegada l'abril de 2003. Underground inclou 20 vehicles amb llicència totalment personalitzables de tretze fabricants i centenars de peces de recanvi de no menys de 52 fabricants de recanvis, inclosos Bilstein, Holley Performance Products, GReddy, Sparco, HKS Power, PIAA Corporation i Enkei. Els efectes visuals del joc es van dissenyar sota la supervisió de Habib Zargarpour, que anteriorment va treballar en la seqüència de curses de pods a Star Wars: Episode I – The Phantom Menace. Need for Speed: Underground va ser llançat a tot el món el novembre de 2003 per a PC, PlayStation 2, Xbox i Nintendo GameCube (a excepció del Japó per a PS2 i Gamecube el 25 de desembre).

## Rebuda
| Agregador    | Puntuació | Puntuació | Puntuació | Puntuació | Puntuació |
| Agregador    | GBA       | GC        | PC        | PS2       | Xbox      |
| ------------ | --------- | --------- | --------- | --------- | --------- |
| GameRankings | 77.33%    | 83.73%    | 82.29%    | 84.29%    | 81.76%    |
| Metacritic   | 77/100    | 83/100    | 82/100    | 85/100    | 83/100    |

| Publicació                         | Puntuació | Puntuació | Puntuació | Puntuació | Puntuació |
| Publicació                         | GBA       | GC        | PC        | PS2       | Xbox      |
| ---------------------------------- | --------- | --------- | --------- | --------- | --------- |
| Edge                               | N/A       | 7/10      | 7/10      | 7/10      | 7/10      |
| Electronic Gaming Monthly          | N/A       | 8.67/10   | N/A       | 8.67/10   | 8.67/10   |
| Eurogamer                          | N/A       | N/A       | N/A       | 7/10      | N/A       |
| Game Informer                      | N/A       | 9/10      | N/A       | 9.5/10    | 9.25/10   |
| GamePro                            | N/A       | [ 10 ]    | N/A       | [ 28 ]    | [ 10 ]    |
| GameRevolution                     | N/A       | B         | B         | B         | B         |
| GameSpot                           | 7.7/10    | 7.9/10    | 8/10      | 8/10      | 7.9/10    |
| GameSpy                            | N/A       | [ 32 ]    | [ 33 ]    | [ 9 ]     | [ 34 ]    |
| GameZone                           | N/A       | N/A       | 8.1/10    | 8.5/10    | N/A       |
| IGN                                | 7.9/10    | 8.8/10    | 9/10      | 8.9/10    | 8.8/10    |
| Nintendo Power                     | 3.4/5     | 4.1/5     | N/A       | N/A       | N/A       |
| Official U.S. PlayStation Magazine | N/A       | N/A       | N/A       | [ 42 ]    | N/A       |
| Official Xbox Magazine (EUA)       | N/A       | N/A       | N/A       | N/A       | 8.6/10    |
| PC Gamer (EUA)                     | N/A       | N/A       | 88%       | N/A       | N/A       |
| The Village Voice                  | N/A       | N/A       | N/A       | 8/10      | N/A       |

Need for Speed: Underground va rebre crítiques positives segons els agregadors de ressenyes GameRankings i Metacritic. Tots dos li van donar una puntuació del 84,29% i un 85 sobre 100 per a la versió de PlayStation 2, 83,73% i 83 de 100 per a la versió de GameCube, 82,29% i 82 de 100 per a la versió per a PC, 81,76% i 83 de 100 per a la versió Xbox i 77,33% i 77 sobre 100 per a la versió de Game Boy Advance. Les úniques queixes que van tenir els crítics van ser les pistes repetitives, la IA de banda de goma, especialment en el mode fàcil del joc, i la manca de moviment lliure i danys en el joc, amb aquest últim només limitat al despreniment de matrícules i retrovisors laterals dels cotxes durant les col·lisions, especialment durant les curses d'acceleració.
Al Regne Unit, Official UK PlayStation 2 Magazine va donar a la versió PS2 una puntuació de nou sobre deu i va fer gran part de la naturalesa il·legal del joc. Van elogiar la velocitat, però van anomenar el títol com un altre joc de conducció amb brillantor de Hollywood. Al Japó, Famitsu va donar a les versions de GameCube i PS2 una puntuació de dos vuits i dos de nou, la qual cosa la va portar a una puntuació de 34 sobre 40.

### Vendes
Segons Electronic Arts, Need for Speed: Underground va ser un èxit comercial, amb vendes per sobre de 7 milions d'unitats a tot el món a mitjans de 2004. Underground finalment va vendre 15 milions de còpies a tot el món.
Al juliol de 2006, la versió per a PlayStation 2 d'Underground havia venut 2,6 milions de còpies i havia guanyat 115 milions de dòlars només als Estats Units. Next Generation el va classificar com el sisè joc més venut llançat per a PlayStation 2, Xbox o GameCube entre gener de 2000 i juliol de 2006 en aquest país. Va ser el joc Need for Speed més venut entre aquelles dates als Estats Units. La versió de PlayStation 2 també va rebre un premi de vendes "Double Platinum" de l'Entertainment and Leisure Software Publishers Association (ELSPA), indicant vendes d'almenys 600.000 còpies al Regne Unit, on havia venut 700.000 còpies el gener de 2004.

### Premis
Els editors de Computer Gaming World van presentar Underground amb el seu premi al "Joc de Carreres de l'Any" del 2003.
Need for Speed: Underground també va guanyar el premi The Electric Playground de 2003 com el "Millor Joc de Conducció per a PC", el Interactive Achievement Award pel "Joc de Carreres de Consola de l'Any", i The CESA Game Awards per "Global Awards (overseas works)" de la CESA i Conselleria d'Economia, Comerç i Indústria del Japó.
"En incorporar artistes d'efectes visuals de Hollywood per ajudar a crear la il·luminació semblant a una pel·lícula del joc i una sensació de velocitat fantàstica, Underground es va convertir en un veritable èxit artístic per a l'uber-editor". 